# Radicofani

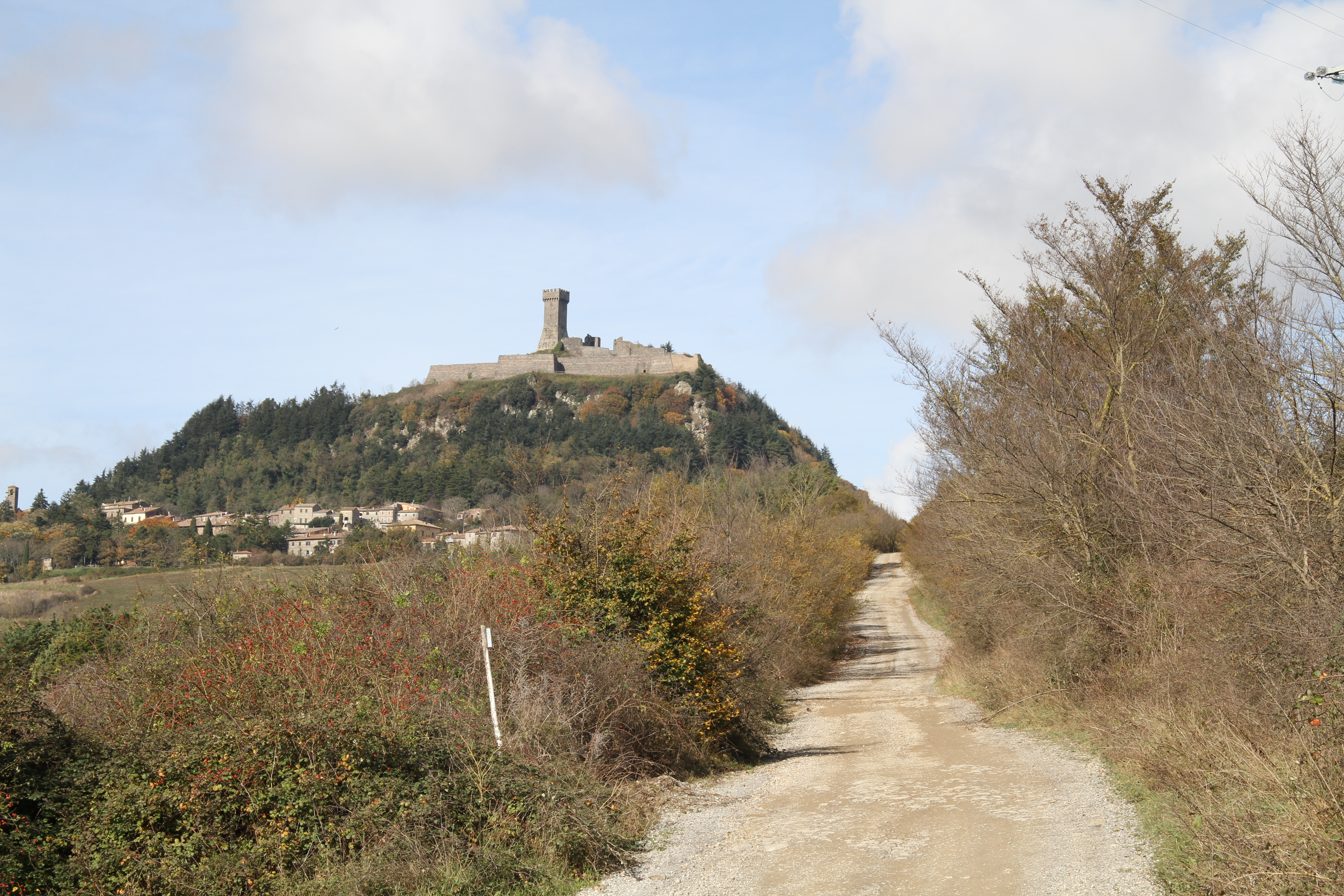
Radicofani desde la Vía Francígena

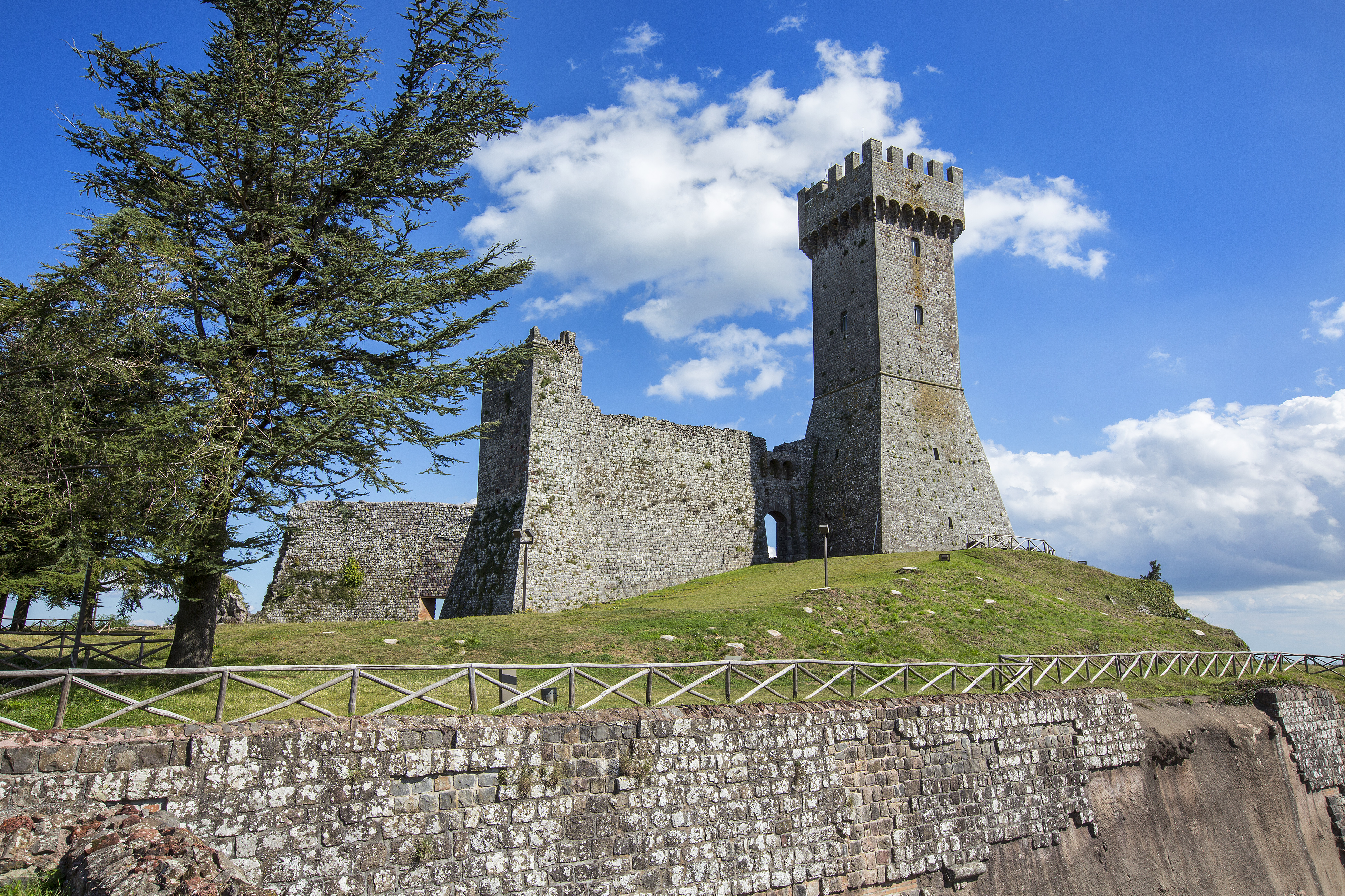
La Fortaleza de Radicofani

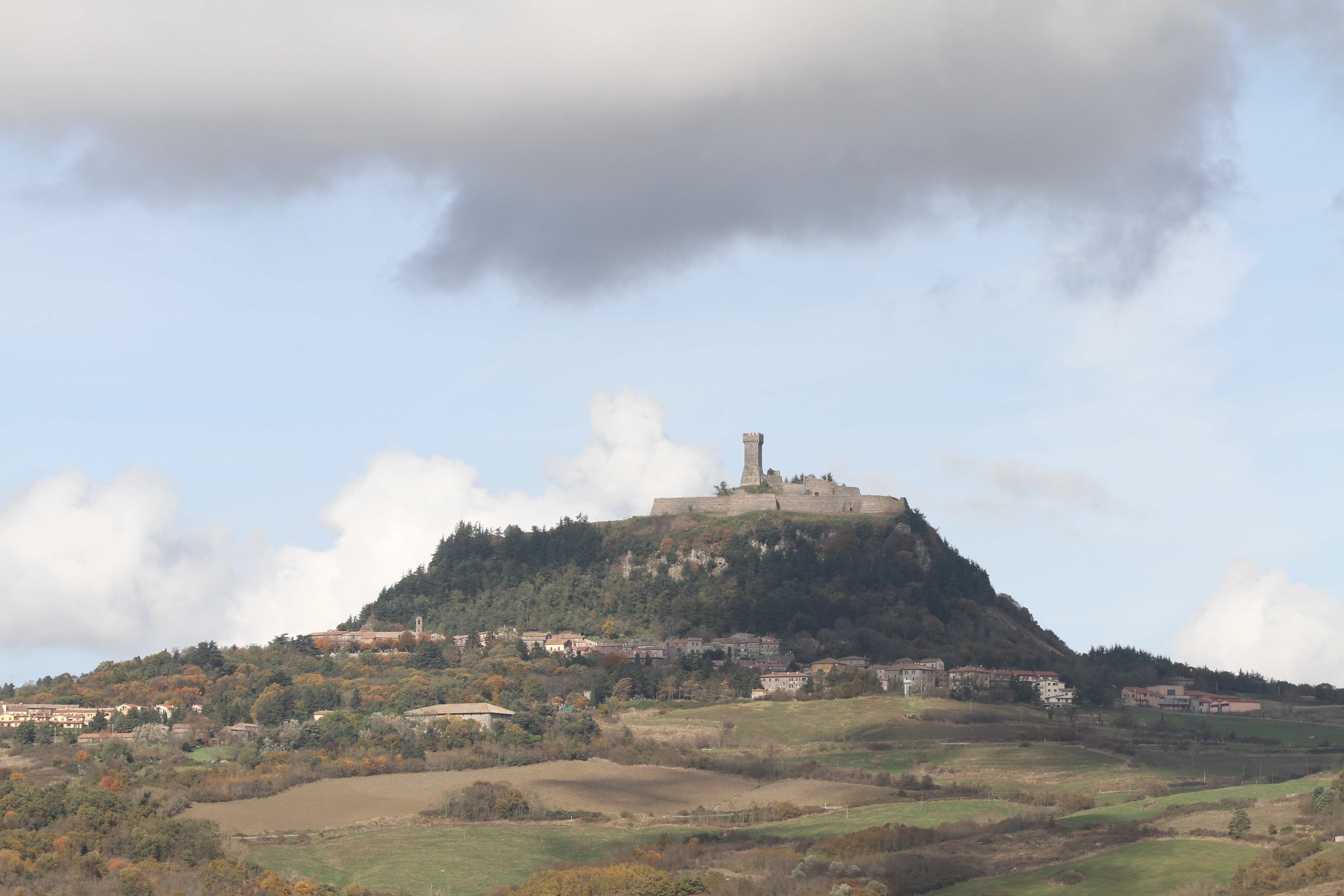
Radicofani y el Valle de Orcia

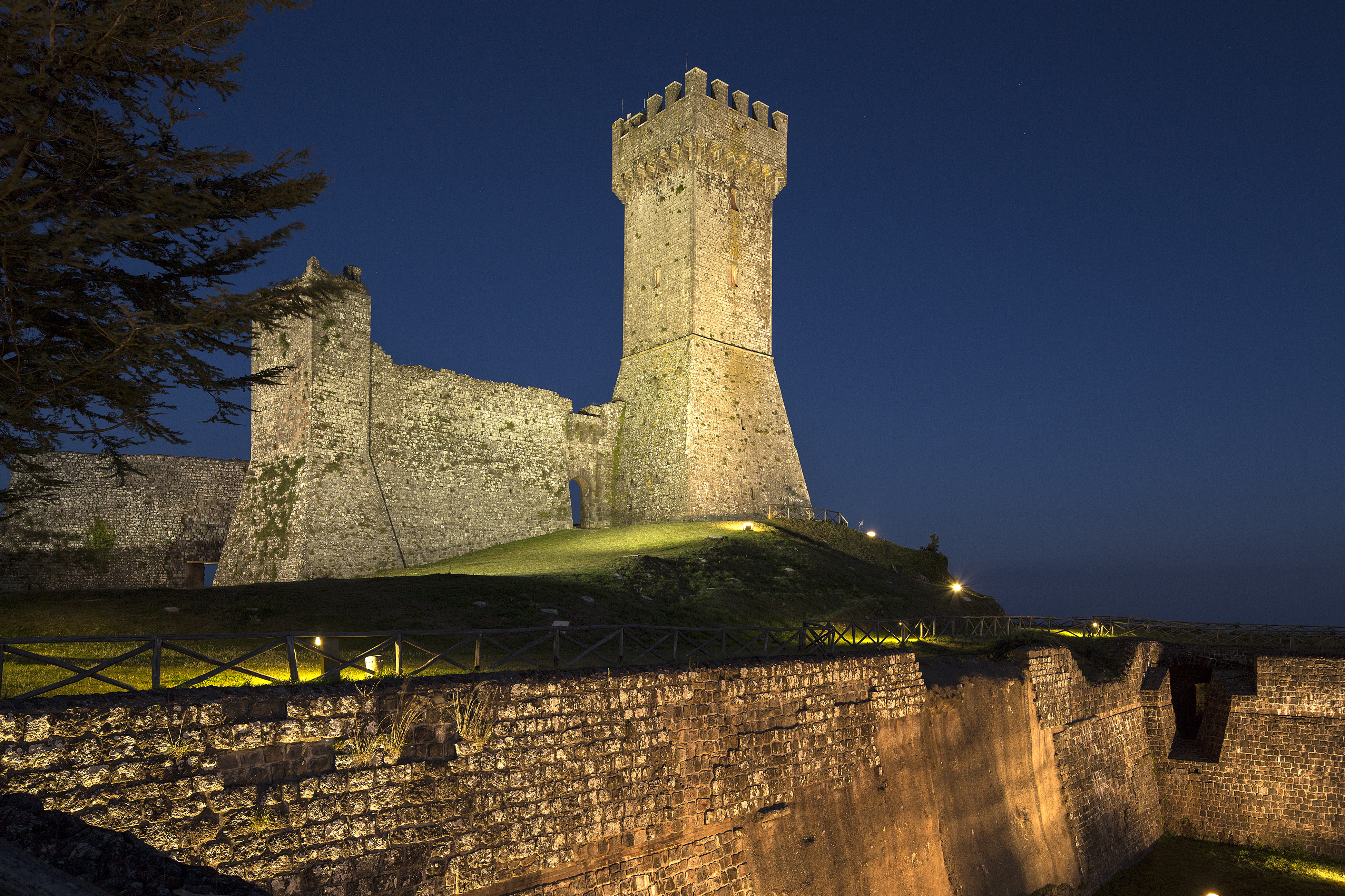
La Torre de Radicofani por la noche

Radicofani es una localidad italiana de la provincia de Siena, región de Toscana, con 1.148 habitantes.

Ubicación de la ciudad de Radicofani dentro de la provincia de Siena.

Situada entre el valle de Orcia y el valle del Paglia, Radicofani, con su torre y fortificación medieval, domina el paisaje de la zona sur de la provincia de Siena. Etapa importantísima de la Vía Francígena, el camino que durante siglos unía el norte de Europa con Roma, la milenaria historia otorga al borgo, aldea en italiano, un sabor único que, junto a los varios monumentos e iglesias, hacen de la misma una joya imperdible de la Toscana.

## Evolución demográfica
| Gráfica de evolución demográfica de Radicofani entre 1861 y 2001 |
|                                                                  |
| Fuente ISTAT - Elaboración gráfica por parte de Wikipedia        |